# Bruno Dreossi
Bruno Dreossi (n. 11 iulie 1964, Monfalcone, Friuli-Veneția Giulia, Italia) este un caiacist ce a reprezentat Italia, medaliat olimpic. A participat la 2 ediții ale Jocurilor Olimpice (1988, 1992) în care a câștigat o medalie de bronz.